# Teatro Garibaldi (Santa Maria Capua Vetere)
Il teatro Garibaldi è un edificio teatrale lirico di Santa Maria Capua Vetere fondato nel 1890 e inaugurato nel 1896, dotato di circa 400 posti.
Dal 2017 ospita al suo interno una sezione del Museo civico e archivio storico di Santa Maria Capua Vetere dedicata al teatro e al cinema.

## Storia
Il 28 ottobre 1864 il municipio di Santa Maria Capua Vetere bandì un concorso di progettazione per la realizzazione di un teatro pubblico, essendo il comune  deciso ad aumentare il proprio prestigio e sprovvisto di un qualsiasi teatro stabile a differenza di città dalla più consolidata tradizione come Caserta ma soprattutto Capua. Furono presentati 17 progetti, 8 dei quali furono ammessi e presi in considerazione dalla Commissione appositamente nominata; nessuno di questi però rispondeva pienamente alle indicazioni del bando. Per tale motivo la Commissione non scelse alcuno dei progetti presentati ma si riservò la possibilità di nominare un architetto, tra quelli concorrenti, cui affidare la progettazione secondo le norme previste dal programma. La scelta cadde sull'architetto Luigi Della Corte che "rispondendo con zelo all'invito presentò nel 18 giugno 1865 una pianta topografica modificata e un novello stato estimativo delle spese". I lavori per la costruzione dell'edificio avrebbero dovuto cominciare il 1º gennaio 1867 ma non si riuscì a trovare un imprenditore che, per il prezzo previsto, volesse appaltare l'opera.
Dopo circa vent'anni, il 1º marzo 1887, fu bandito un altro concorso per un progetto dalle caratteristiche simili (3 ordini di palchi invece di 4 e un minor numero di sale) e, tra i progetti presentati, fu scelto quello di Antonio Curri che si ispirò all'Opéra Garnier di Parigi.
I lavori, iniziati il 13 agosto 1889, furono aggiudicati alla ditta D'Agostino e Casella di Salerno (che per i lavori in muratura si avvalse della locale impresa di Pasquale Angiello) e furono terminati nell'arco di sette anni. La spesa complessiva, originariamente stimata in lire 200.000, risultò, a lavori ultimati, pari a Lire 450.000, più del doppio di quanto inizialmente previsto.
Il 12 aprile del 1896 il teatro, intitolato a Giuseppe Garibaldi anche per via dell'importanza della Battaglia del Volturno nel processo dell'Unità d'Italia, fu inaugurato con la messa in scena di La forza del destino di Giuseppe Verdi, diretta dal maestro Vincenzo Grandine.
Per la ricercata facciata architettonica e per la fama che andava ad acquistare nel corso degli anni fu soprannominato piccolo San Carlo, anche se fu l'ultimo teatro lirico ad essere costruito in Campania, essendo il comune di Santa Maria Capua Vetere relativamente giovane.
Numerose le rappresentazioni di opere liriche. Tra le tante si ricordano il Camoens di Pietro Musone del 1897, con il tenore Luigi Ceccarini e il soprano Anna Franco, il Mefistofele di Arrigo Boito, la Lucia di Lammermoor di Gaetano Donizetti, La Gioconda di Amilcare Ponchielli, oppure le “prime” de Il trovatore nel 1901, del Rigoletto, della Norma, o ancora i Pagliacci del Leoncavallo nel 1904, la Cavalleria rusticana di Pietro Mascagni, l'Andrea Chénier e La bohème con il maestro Guido Serrao e il tenore Amedeo Rossi. Il 4 giugno del 1910 vi esordì il baritono Raffaele Aulicino in una rappresentazione della Traviata di Giuseppe Verdi. Non mancavano anche rappresentazioni di operette che consentirono all'impresario di superare la crisi serpeggiante dal 1902 quando era stato necessario sospendere le rappresentazioni per il loro costo elevato, che costringeva a praticare prezzi dei biglietti al di sopra delle possibilità medie dei cittadini Sammaritani. Fu così che vennero messe in scena "La vedova allegra" e "Geisha" nel 1910, con Gianni e Lina Sartori, Margherita Abbadia-Lindi, i maestri U.Bellini e Gambardella e "I pescatori di perle" nel 1914 con il debutto di Maria Reichenbach.
Il Teatro ospitava anche rappresentazioni di prosa, concerti da camera e sinfonici.
Nella stagione 1896/97 ospitò la “Drammatica Compagnia” diretta da Antonio Grisanti, Attila Ricci e Virginia Campi; nell'autunno del 1897 Eduardo Scarpetta e la sua compagnia; nel 1898 la compagnia di Achille Torelli; nel 1899 Amalia Ferrara, Lena Botti-Bello e Lina Montis in "Un viaggio in Africa" e "Donna Juanita" di Suppé, Il venditore di uccelli di Zeller e "L’usignolo" di Chapy e, nel 1900, la Compagnia di Ferruccio Garavaglia, Achille Maironi, Gina Favre in "Tristano e Isolda" e "La scuola delle mogli" di Molière.
Nel dicembre del 1914, a seguito di un incendio che distrusse il Cinema Mascolo dove si esibiva, Salvatore De Muto, l'ultimo Pulcinella della scuola dei Petito, fu autorizzato, non senza polemiche ed opposizioni, a tenere spettacoli al Garibaldi, molto apprezzati dal pubblico popolare.
Durante la prima guerra mondiale il teatro chiuse per la prima volta a causa del conflitto in corso. Da allora verrà utilizzato solo sporadicamente, determinandone un lento ed inevitabile declino. Nel 1939 l'impresario Mario Del Piano ottenne l'autorizzazione per trasformarlo in sala cinematografica, mentre successivamente, durante la seconda guerra mondiale e l'occupazione alleata della città, il teatro fu requisito e divenne palcoscenico per le esibizioni di alcuni artisti americani (tra cui Cole Porter e Coleman Hawkins). Al termine del conflitto, nonostante le difficoltà di gestione, il teatro vanterà le presenze di Arturo Toscanini, Totò, Nino Taranto, Raffaele Viviani, Carlo Dapporto, dei fratelli Maggio, di Erminio Macario e delle sorelle Nava.
Nel 1980, a seguito del terremoto dell'Irpinia, il teatro venne dichiarato inagibile e per oltre vent'anni è rimasto chiuso al pubblico.
Finalmente nel gennaio 2002 iniziarono, sotto la direzione della Soprintendenza per il Patrimonio storico-artistico di Caserta e Benevento, i lavori di restauro della struttura, finanziati con oltre quattro milioni di euro.
Terminati i lavori, il 27 maggio del 2004 il Teatro Garibaldi ha riaperto i battenti e nello stesso anno è ripresa la programmazione della stagione teatrale, prevalentemente con spettacoli di prosa.

## Architettura
La facciata, chiaramente ispirata all'Opera Garnier di Parigi, presenta, al piano terra, una zoccolatura in pietra calcarea che si alza per oltre 1,50 metri sul livello della strada e tre portoni d'ingresso con ai lati due nicchie che ospitano le statue in gesso di Carlo Goldoni (a destra) e Vittorio Alfieri (a sinistra), atti a simboleggiare la Commedia e la Tragedia. Sopra le porte d'ingresso ci sono quattro medaglioni che raffigurano Vincenzo Bellini, Gioachino Rossini, Giovanni Battista Pergolesi e Domenico Cimarosa. Al primo piano, invece, cinque balconi non sporgenti con balaustra, chiusi da finestroni e separati da colonne corinzie binate che reggono la trabeazione al di sopra della quale è il frontone con il nome del teatro, ai cui lati svettano due timpani arcuati con bassorilievi in gesso. La sala, a ferro di cavallo, con pavimento in legno leggermente in discesa, è in stile tardo-neoclassico e presenta, sul soffitto, un dipinto di Gaetano Esposito raffigurante "L'Apoteosi della Poesia: Torquato Tasso che esce dal Tempio delle Muse. La platea ospita 150 poltroncine numerate disposte su 11 file mentre i 42 palchi, disposti su tre ordini, hanno una capienza complessiva di 168 posti cui vanno aggiunti i circa 60 posti del cosiddetto “loggione” che occupa tutto il quarto ordine. Interessante anche il “Salone degli Specchi”, destinato ad attività culturali.

## Il MUTEG (Museo "del Teatro e del Cinema" del Teatro Garibaldi)
Dal 21 giugno 2017 il Teatro Garibaldi ospita la mostra permanente dedicata al Teatro e al Cinema. Essa è una sezione distaccata del Museo Civico cittadino. Nella mostra sono esposti reperti e documenti dell'Archivio Storico che ripercorrono la storia del teatro e del cinema in generale ma anche dello stesso Teatro Garibaldi.

Foto del Museo
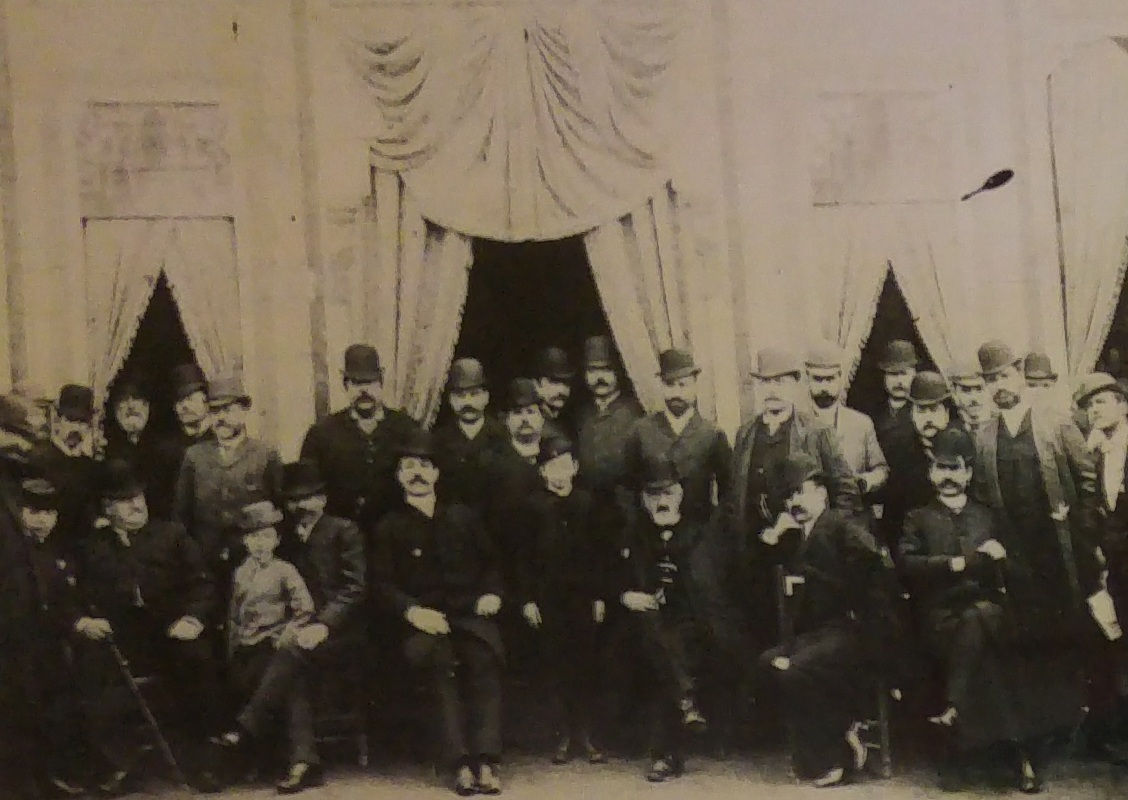
Fotografia dell'Inaugurazione del Teatro Garibaldi il 12 aprile 1896
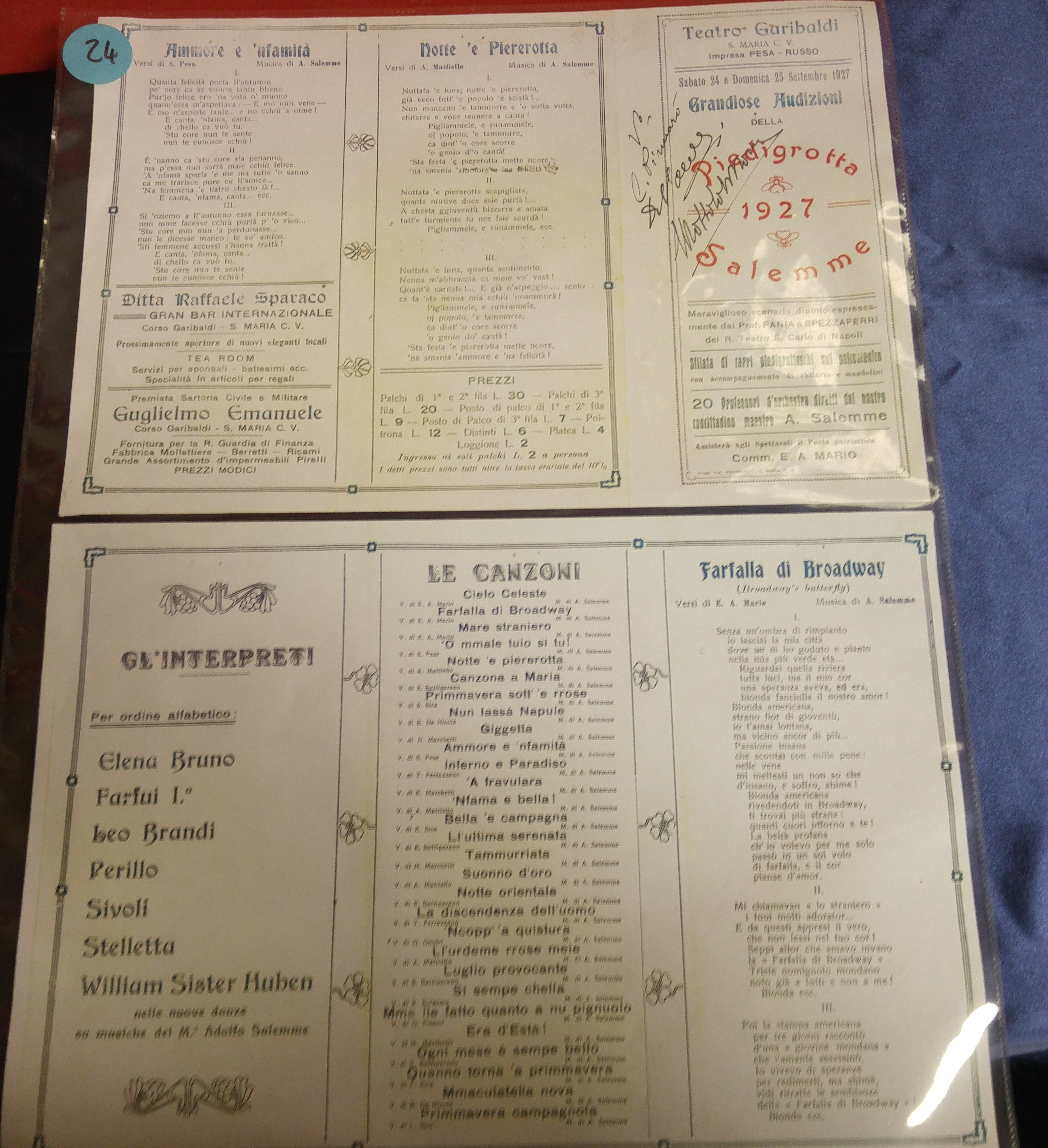
Brochure delle Audizioni per la Piedigrotta Salemme del 1927
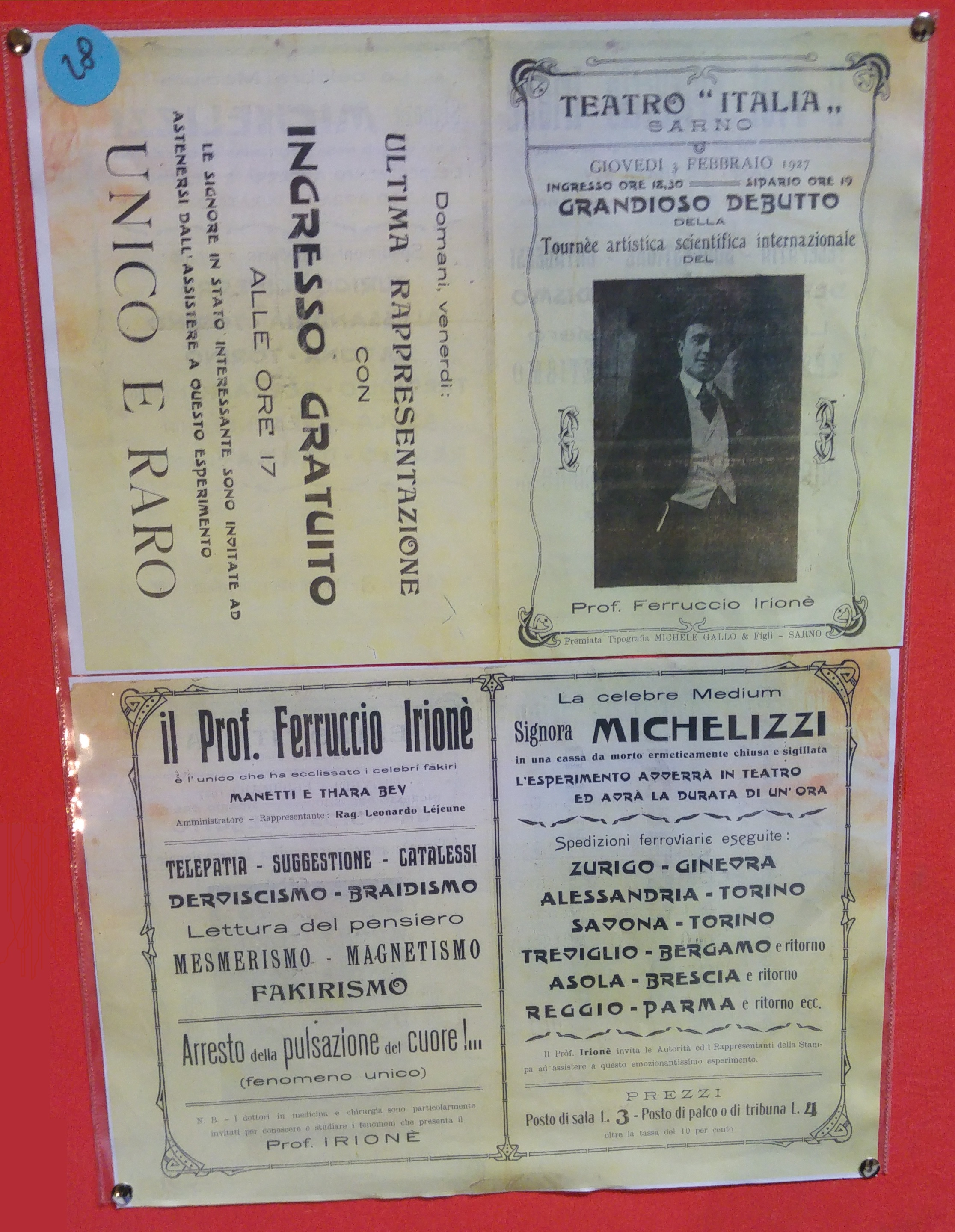
Brochure del Debutto della Tournée artistica scientifica internazionale del prof. Ferruccio Irionè